# البطولات الوطنية الأمريكية 1961 (كرة مضرب)
قائمة بالأبطال في 1961 البطولات الوطنية الأمريكية لكرة المضرب (المعروفة الآن باسم أمريكا المفتوحة):

## الكبار

### فردي رجال
روي إيمرسون هزم  رود لافر 7-5 6-3 6-2

### فردي سيدات
دارلين هارد هزم  آن هايدون جونس 6-3, 6-4